# Roger Laburthe
Roger Laburthe, né le 23 février 1899 à Sauveterre (Gers) et mort le 18 novembre 1984 à Grasse (Alpes-Maritimes), est un journaliste et homme politique français.

## Biographie
Roger Laburthe naît le 23 février 1899 à Sauveterre, dans le département du Gers.
Il est rédacteur en chef de L’Union démocratique de la Haute-Saône entre 1924 et 1936, de La Frontière à Belfort jusqu’en 1940, et de La Démocratie haut-saônoise — journal appartenant à André Maroselli — à partir de 1948.
Radical socialiste, il représente le département de la Haute-Saône pendant deux ans à la suite d’une élection tenue le 25 mars 1956 provoquée par la démission d’André Maroselli, élu député le 2 janvier,,,,.
Son adhésion au groupe de la gauche démocratique est actée le 15 mai 1956. Celle-ci est renouvelée les 2 octobre 1956 et 1er octobre 1957,,.
Le 4 octobre 1957, il est nommé secrétaire du Conseil de la République,.